# Tokyo Jungle
Tokyo Jungle (トーキョー ジャングル?, Tōkyō Janguru) è un videogioco stealth sviluppato dalla PlayStation C.A.M.P. e Crispy's e pubblicato dalla Sony Computer Entertainment esclusivamente per PlayStation 3. Il gioco è ambientato a Tokyo, in un futuristico Giappone deserto nel quale le città si sono trasformate in ambienti selvaggi ed ostili. Gli esseri umani hanno abbandonato il pianeta, lasciando sulla Terra soltanto gli animali che devono lottare per la sopravvivenza. Il giocatore potrà impersonare vari animali, carnivori ed erbivori, e portare a termine missioni specifiche per ogni specie, raccogliendo indizi sulle ragioni per cui l'umanità è scomparsa. Tokyo Jungle è stato pubblicato in Giappone il 7 giugno 2012. Durante un'intervista con il sito Joystiq, concessa in occasione dell'Electronic Entertainment Expo 2012, Scott Rohde della Sony ha confermato la pubblicazione del gioco in America Settentrionale ed Europa. Il videogioco è stato pubblicato il 25 settembre attraverso il PlayStation Network.